# Sauce tartare
La sauce tartare est une sauce composée d’une mayonnaise, épicée ou non, avec un hachis de ciboulette, et chez certains auteurs persil, cerfeuil, estragon, câpres et cornichons. La question de la présence ou non de moutarde n'est pas tranchée. Elle se sert froide ou chaude et appartient historiquement à la cuisine française.

## Origine du nom
La sauce tartare tire son nom du steak tartare car elle en était l'accompagnement habituel jusqu'au XIXe siècle. Le terme « tartare » est utilisé en cuisine française depuis le XVIIIe siècle au moins, et plusieurs explications sont données quant à son origine.
Selon Joseph Favre (1883), le terme « tartare » ferait référence aux barbares nordiques, et se serait appliqué à des préparations panées grillées, accompagnées d’une sauce relevée à la moutarde, les préparations panées ont ensuite été dénommées « à la polonaise », en cuisine française, mais le nom de tartare est resté pour qualifier la sauce.

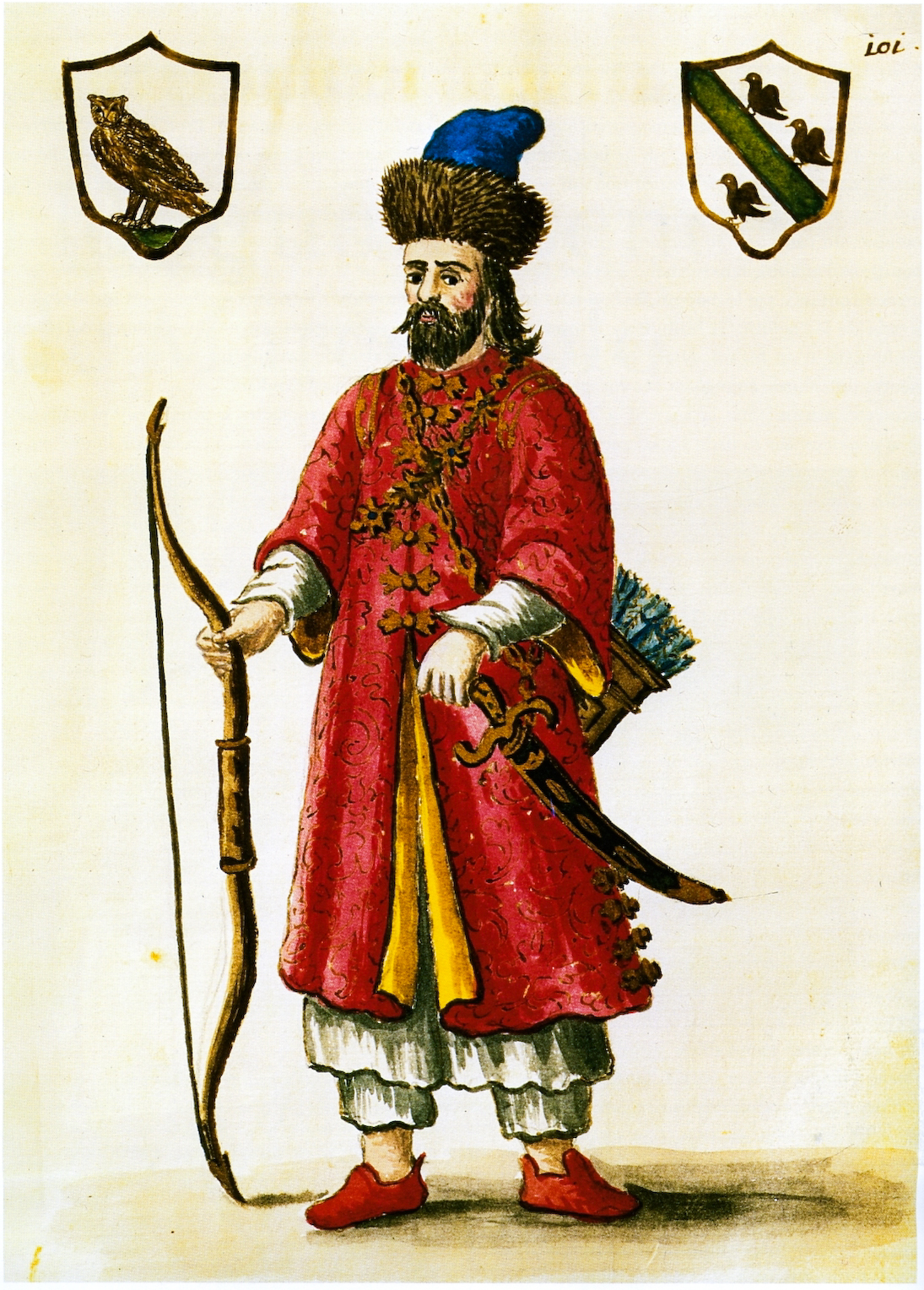
Marco Polo - costume tartare

Les tartares sont une appellation erronée des peuples turco-mongols, dont le territoire était également appelé Tartarie en Occident, venant d'une confusion avec le peuple turc des Tatars, vivant à proximité des Mongols. Le mot Tartare évoque le monde russe, en 1950 La Révolution Prolétarienne écrivait qu'il faut armer les communistes chinois pour les mettre à l'abri « du communisme à la sauce tartare » (autrement dit soviétique).
On rencontre une autre explication, les tartares étaient le surnom de troupes à cheval de la maison du roi de France. Ce sont eux qui dérobaient des pièces de viandes immédiatement cuite à la hâte sur un feu de campagne et consommées tout aussi vite. Cette méthode grossière aurait donné l'expression à la Tartare. Historiquement les mets à la Tartare sont soit des plats rudimentaires (dont le Tartare de bœuf cru), soit des plats relevés. 

## Histoire
Le Nouveau cuisinier royal (1729) donne des poulardes et des poulets à la Tartare qui sont assaisonnées de «poivre, persil, ciboules & fines herbes hachées », cuites puis panées servies avec leur sauce de cuisson, la recette est reprise chez François Massialot (1734), Vincent La Chapelle (1742), tandis que chez Menon (1742) on parle soit d'une marinade dans les recettes à la Tartare (Brochet à la tartare au coulis d'oignons,  Palais de Bœuf à la Tartare sauce piquante mariné dans eau, oignons, clous de girofle, ail, racines, fines épices, persil, ciboules, ail, échalotes), la carpe à la Tartare ou le lapereau à la Tartare sont marinés dans l'appareil à Tartare (persil, ciboules, échalottes hachées, gros poivre, cuite et servie avec une Rémoulade à la moutarde). 
C'est Jourdan Lecointe (1790) qui introduit la sauce à la Tartare: chaude ou froide, il fait revenir des oignons et des morceaux de veau et de jambon, ail, poivre, coriandre, et citron, et ajoute un bon bouillon et un demi verre de vinaigre et il commente «C'est une sauce piquante très agréable mais très échauffante, et dont il serait dangereux de faire journellement usage». Puis il écrit en 1877, en ajoutant de la moutarde à la mayonnaise on en fait une sauce Tartare. La composition évolue rapidement vers la forme actuelle Horace-Napoléon Raisson (1827) la décrit une sauce froide qui se fait avec échalotte, estragon, cerfeuil hachés menu, moutarde, épices, filet de vinaigre, huile. 

### Anguille à la Tartare
L'anguille à la tartare était un plat à la mode à la fin de l'ancien régime qui est longtemps décrite comme une anguille cuite au gril avec câpres et anchois et servie sans sauce, la reine Marie-Antoinette en consommait, Mercier se plaint que les tronçons sont trop petits. Viard (1806) la donne comme une anguille en tronçons, grillée arrosées de sa marinade corsée  et servie avec une sauce Tartare qui est la marinade cuite et moutardée. Il en existe des versions pannées. Félix Faure avait une prédilection pour l'anguille à la Tartare (1897)qui resta longtemps un plat à la mode. 

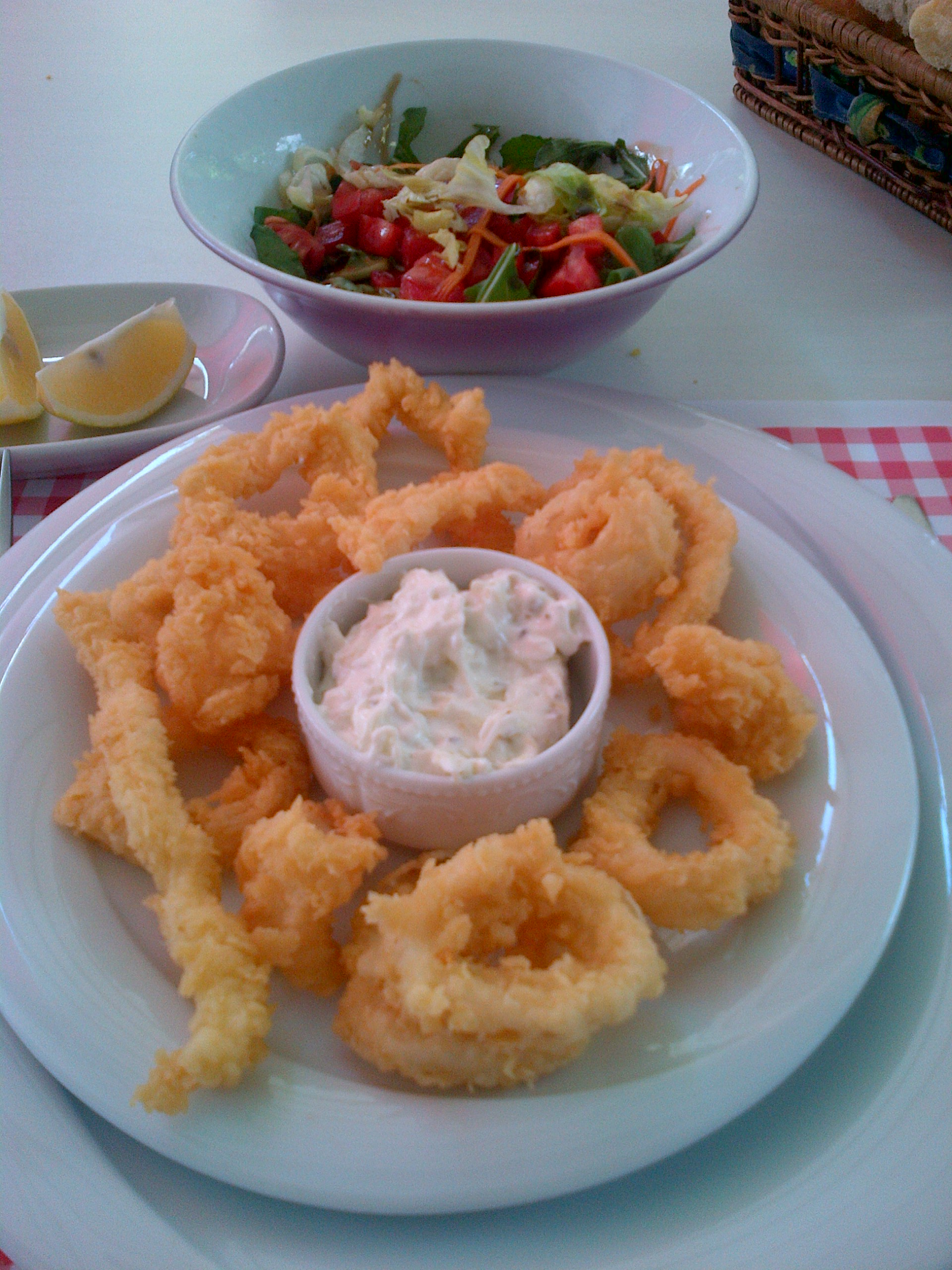
avec du calamar frit

### La question de la moutarde
La présence de la moutarde est ancienne : elle figure dans Le Petit Journal en 1869, Le Populaire en 1923,  Hedwige de Polignac (1964) la résume à jaune d'œuf dur, huile et moutarde, Caroline Vannier (1985), dans son livre de sauces, la condimente à la sauce Worcestershire et à la moutarde.  
Favre soutient qu'elle est sans moutarde pour ne pas la confondre avec les sauces rémoulades.  
Escoffier, qui ne moutarde pas, donne la composition suivante en 1903 : «Sauce mayonnaise montée aux jaunes d'œufs durs, à raison de 8 au litre, et très relevée en poivre. Sa condimentation spéciale est : ou l'oignon vert, ou la ciboulette, à raison de 10 grammes au litre, pilés avec 1 cuillerée ou 2 de mayonnaise, et passés à l'étamine». Chez les contemporains Hervé This, auteur de référence sur la mayonnaise et ses variantes: en ajoutant à la mayonnaise de la moutarde, on en fait une sauce tartare ou rémoulade, puis il cite Raymond Oliver pour qui «c'est une mayonnaise à laquelle on a incorporé quelques cornichons, des câpres et des fines herbes». En 2020, Mélanie Martin y met de la moutarde, Alain Ducasse (2013) n'en met pas mais y coupe des petits oignons blancs nouveaux. 
Marie-Claude Bisson donne en 2012 la conception actuelle fréquente : mayonnaise avec œuf dur pilé, moutarde, échalote, cornichons, câpres et persil en opposition à la rémoulade (simple mayonnaise avec moutarde) alors qu'il s'agit de la recette traditionnelle de la rémoulade.
L'absence de moutarde, écrit Myriam Esser-Simons en 2018, est une affirmation de Favre mais les recettes en contiennent souvent. 

## Usages
La sauce tartare est mentionnée significativement dans la littérature en français numérisée à partir de 1840 et fréquemment à partir de 1880, de même dans la presse francophone 1835 et 1880 avec un maximum en 1900 (1657 pages).

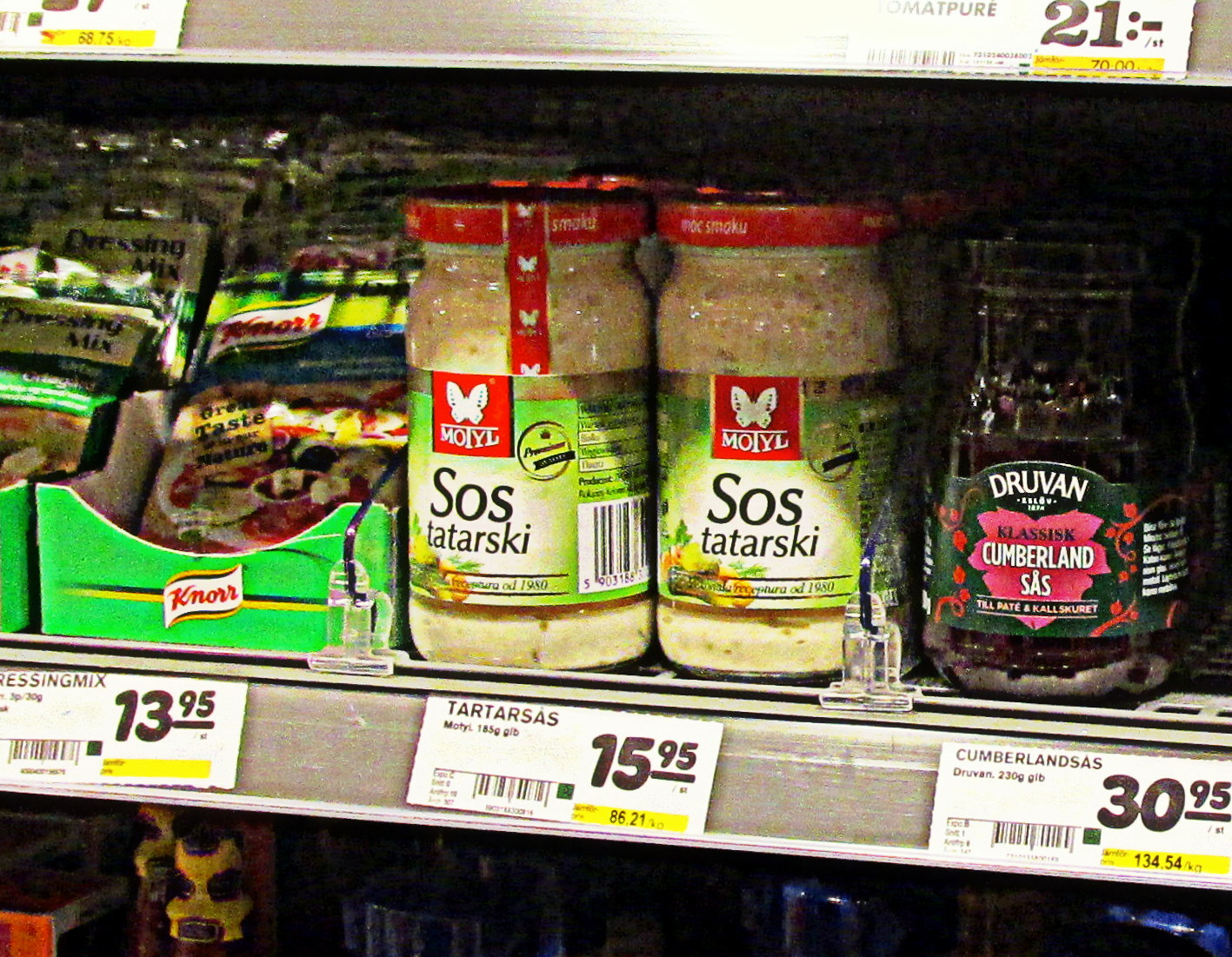
Sos tartarski dans un supermarché polonais

On la sert principalement avec les fritures et beignets,  
- les poissons panés ou en croquettes[33] (fish and chips, goujonnettes de sole, anguille[34], saumon , poissons fumés, rouget),
- des viandes (gras double frit à la sauce Tartare[35], coquelet sauce Tartare[36], lapin[37], langue de veau tartarine[38])
- les crustacés (langoustines[39], crabe en mue) et coquillages (pétoncles sauce Tartare)
- les légumes et salades (artichauts sauce Tartare[40],)

## Anthologie
- A la Tartare comme un mode de cuisson rapide directement sur la braise et sans autre forme d'apprêt.  André-Guillaume Contant d'Orville, Précis d'une histoire générale de la vie des Français. Paris, Moutard (1779)[41].

« ce sont les Fauconniers à qui nous devons l’invention des grillades que nous appelons à la Tartare, qui consiste à couper une pièce de gibier ou de volaille par le milieu, et à la mettre ainsi griller fur des charbons ardens. Ce nom de Tartare n'a aucune relation avec les Tartares de la grande et de la petite Tartarie; il dérive du sobriquet donné aux valets ou goujats de la Maison militaire du Roi, qui, se trouvant à la suite de leur troupe, et ayant attrapé une pièce de volaille, la cuisent et la mangent avec une merveilleuse promptitude que l’on a voulu imiter. »

Pierre Jean-Baptiste Legrand d'Aussy (1782) répète cette origine des viandes à la Tartare (p. 236) et ajoute «Champier nous apprend que les grillades étaient fort à la mode sur la table des princes et que quelquefois même on cuisait ainsi le veau et le mouton, lorsqu'on n'avait pas le tems de les accommoder autrement».

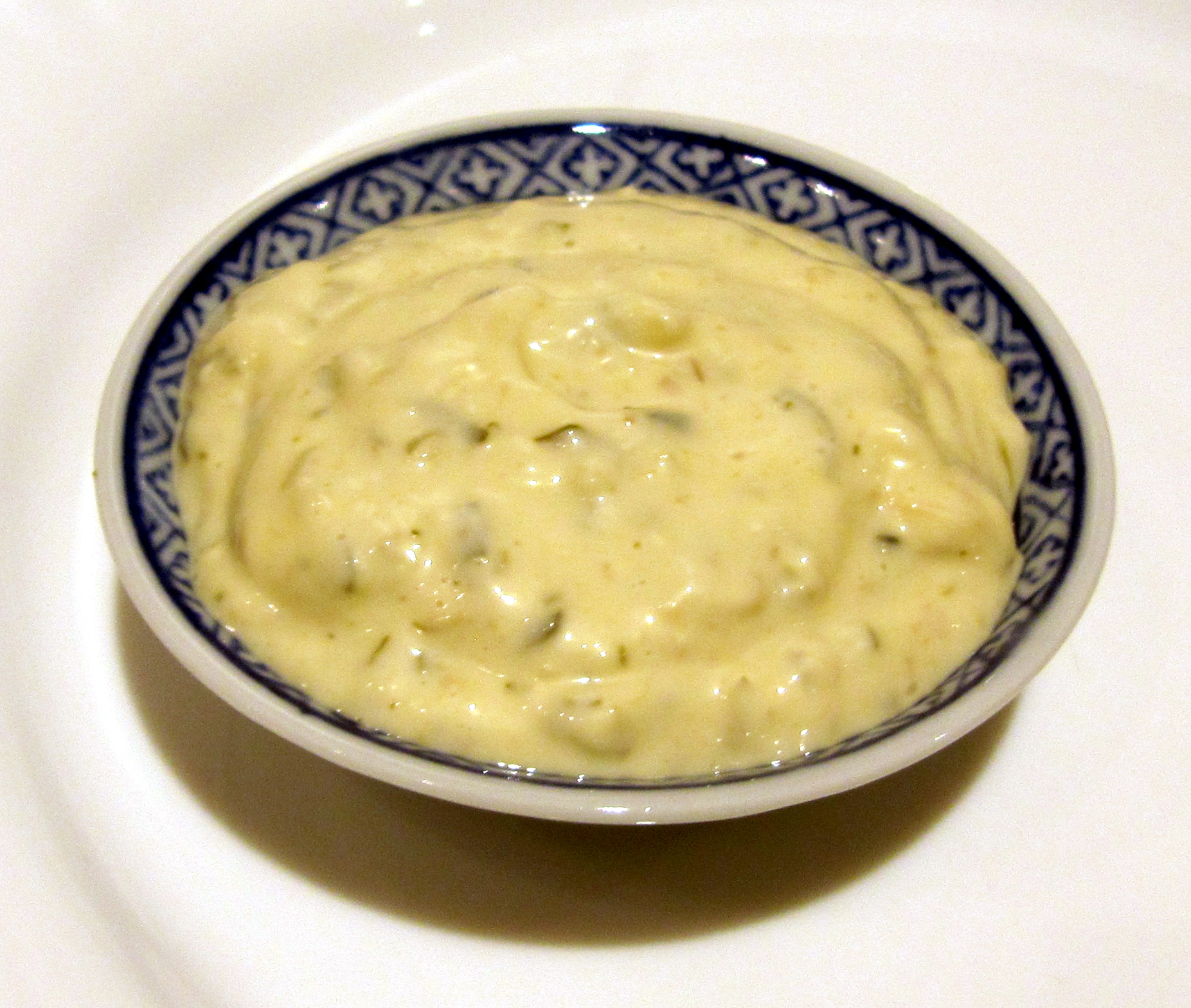
sauce tartare

- sauce tartarePhileas Gilbert, La République française, 2 juillet 1899 [5]

« La Rémoulade, sans laquelle on ne comprend pas la langouste relève agréablement les viandes froides [ ] La transformation de la mayonnaise en rémoulade s’obtient par l’addition d’une quantité relative de persil, cerfeuil, estragon, pimprenelle, cresson alénois. échalotes hachées et blanchies, câpres et cornichons broyés et hachés; à laquelle s'ajoute la moutarde, qui doit donner la note dominante, renforcée de quelques larmes d’anchois. [ ]
La sauce tartare n’est pas, comme son nom pourrait le laisser supposer, originaire du Turkestan. Comme bien des choses, elle est née du hasard et d’une inspiration gourmande, si nous en croyons le professeur des dîners de Manant-Ville et le principal orateur du cours gastronomique. On sait que jadis, les troupes à cheval de la maison du roi et les équipages de chasse avaient a leur service des serviteurs qui étaient [ ] connus sous le sobriquet de tartares. Ces tartares dérobaient volontiers, pendant les chasses, quelques pièces de gibier qui, hâtivement éventrées et aplaties, étaient grillées à l'abri de quelque roche, loin des regards indiscrets. Et ce gibier, affreusement poudré de gros poivre [ ]. Mais un jour, l’un d’eux eut l’idée de se confectionner une sauce avec quelques œufs durs razziés pendant le déjeuner de chasse et un reste d’huile; quelques herbes sauvages y mirent le ton aromatique, un assaisonnement de cosaque la compléta, et, sans avoir créé un chef d’œuvre, le tartare de la maison du roi put dire qu’il venait de trouver le premier mot d’une sauce excellente. [ ] Et de ceci, il appert que la sauce tartare n’est pas originaire de la Tartarie, mais qu’elle est simplement fille du hasard et de la gourmandise. »

- Hergé. Tintin et l'affaire Tournesol (1956). Le Capitaine Haddock[43]:

« Espèces de Bachi-bouzouks des Carpathes !.. Voilà la deuxième fois que vous vous trouvez sur mon chemin. Je souhaite pour vous qu'il n'y en ait pas une troisième... Bougres de faux jetons à la sauce tartare! Bien compris ? »